# Jefferson Nascimento
Jefferson Moreira Nascimento, mais conhecido como Jefferson (Campo Formoso, 5 de julho de 1988) é um ex-futebolista brasileiro.

## Carreira
Jefferson iniciou a carreira profissional no São Caetano (na verdade, antes ele passou pelas categorias de base do Bahia de salvador chegou ao profissional, foi para o cruzeiro), em 2007. No ano seguinte se transferiu para o Guaratinguetá, chamando a atenção do técnico Vanderley Luxemburgo, que o levou ao Palmeiras, onde permaneceu até 2009. Em 2010, o lateral foi negociado com a Traffic através do Desportivo Brasil. No mesmo ano, Jefferson foi emprestado ao Grêmio Prudente e depois ao Estoril, de Portugal, onde atuou pelo clube até o primeiro semestre de 2011. No segundo semestre chegou ao Fluminense, onde teve pouca oportunidades. Em 2012 assinou com o Náutico.  Ainda em Maio de 2012 assinou com o Santa Cruz. Ainda na pré-temporada do Santa Cruz, recebe um proposta do Estoril de Portugal e aceita e se transfere. Depois de um ano no Estoril de Portugal transferiu-se para o Sporting CP, clube que representou durante 5 temporadas até ver o seu contrato rescindido finda a época 2018-2019.  Pelo meio, em 2017-2018, foi emprestado por uma temporada ao Sporting Clube de Braga.

## Títulos
Sporting
- Taça de Portugal: 2014–15, 2018–19
- Supertaça de Portugal: 2015
- Taça da Liga: 2018–19